# Лукарівка
Лу́карівка — село в Україні, у Млинівській селищній громаді Дубенського району Рівненської області. Населення становить 117 осіб.

## Географія
Село розташоване на правому березі річки Козин.

## Історія
У 1906 році село Малинської волості Дубенського повіту Волинської губернії. Відстань від повітового міста 20 верст, від волості 6. Дворів 25, мешканців 219.
7 (20) листопада 1917 року, відповідно до Третього Універсалу Української Центральної Ради, увійшло до складу Української Народної Республіки.
До 2016 у складі Перемилівської сільської ради. Від 1 серпня 2016 у складі Млинівської селищної громади.  
12 червня 2020 року, відповідно до розпорядження Кабінету Міністрів України № 722-р від «Про визначення адміністративних центрів та затвердження територій територіальних громад Рівненської області», увійшло до складу Млинівської селищної громади.  
19 липня 2020 року, в результаті адміністративно-територіальної реформи та ліквідації Млинівського району, село увійшло до складу Дубенського району.